# Bernadetta Darska
Bernadetta Darska (ur. 1978 w Bartoszycach) – profesor doktor habilitowana nauk humanistycznych, krytyczka literacka, literaturoznawczyni, w latach 2002–2009 redaktor naczelna pisma Portret, wykładowczyni w Instytucie Dziennikarstwa i Komunikacji Społecznej na Wydziale Humanistycznym na Uniwersytecie Warmińsko-Mazurskim w Olsztynie, feministka. Pomysłodawczyni i koordynatorka Kortowskich Spotkań z Literaturą (2010–2012). Jurorka Nagrody Wielkiego Kalibru na Międzynarodowym Festiwalu Kryminału we Wrocławiu.

## Wykształcenie
W 2002 roku obroniła pracę magisterską na temat twórczości Tamary Bołdak-Janowskiej. W 2008 roku uzyskała stopień dr nauk humanistycznych rozprawą pt. „Polskie pisma feministyczne i genderowe po roku 1989. Problematyka tożsamości i dyskursu” (promotor – Andrzej Staniszewski), a w 2015 stopień doktora habilitowanego na podstawie dzieła „Pamięć codzienności, codzienność pamiętania. Szkice o reportażu polskim XXI wieku”. 3 lutego 2025 nadano jej tytuł profesora nauk humanistycznych.

## Działalność krytycznoliteracka
Publikuje w różnych czasopismach kulturalnych: „Dekada Literacka”, „Res Publica Nowa”, „Nowe Książki”, „Twórczość”, „Odra”, „FA-art”, „Zadra”, „Pogranicza”, „Kresy”, „artPapier”, „Newsweek”, „Dziennik”, „Tygodnik Powszechny”. Od 2009 roku przez sześć lat prowadziła blog krytycznoliteracki „A to książka właśnie!”, od 2015 roku prowadzi blog „Nowości książkowe – Blog Bernadetty Darskiej”.

## Życie osobiste
Związana jest z pisarzem Tomaszem Białkowskim.

## Książki
- Ucieczki i powroty. Obrazy rzeczywistości w prozie najnowszej, Olsztyn 2006.
- Czas Fem. Przewodnik po prasie feministycznej i tematach kobiecych w czasopismach kulturalnych po 1989 roku, Olsztyn 2008.
- Głosy Kobiet. Prasa feministyczna po roku 1989 wobec tożsamości i dyskursu, Olsztyn 2009.
- Śledztwo i płeć. O bohaterkach powieści kryminalnych, tom 1, Olsztyn 2011.
- Śledztwo i płeć. O bohaterkach powieści kryminalnych, tom 2, Olsztyn 2011.
- To nas pociąga! O serialowych antybohaterach, Gdańsk 2012.
- Śledztwo i płeć. O bohaterkach powieści kryminalnych, wyd. 2, poprawione, Gdańsk 2013.
- Pamięć codzienności, codzienność pamiętania. Szkice o reportażu polskim XXI wieku, Gdańsk 2014.
- Maski zła. (Nie)etyczność postaw i zachowań jako temat współczesnego reportażu polskiego, Olsztyn 2016.
- Młodzi i fakty. Notatki o reportażach roczników osiemdziesiątych, Olsztyn 2017.
- Berlinowanie. Zapiski z doświadczania miasta, Olsztyn 2022[5].
- Czas reportażu. O tym, co działo się wokół gatunku po 2010 roku, Olsztyn 2023.
- Małgorzata Szejnert. Szczegół, Łódź 2024.

## Prace pod redakcją
- Regionalne, narodowe, uniwersalne, red. Grażyna Borkowska, Bernadetta Darska, Andrzej Staniszewski, Olsztyn 2005.
- Kultura wobec odmienności. Tom 1: Dyskursy, Film/Telewizja, red. Bernadetta Darska, Warszawa 2009.
- Kultura wobec odmienności. Tom 2: Prasa, Literatura, red. Bernadetta Darska, Warszawa 2009.